# Cervelat
La cervelat (/ˈz̥ɛrʋeˌla/, del italiano cervellata y también del latín cerebellum, diminutivo de ‘cerebro’) es una salchicha (de tipo brühwurst) típica de la cocina suiza que se distingue claramente de la versión alemana conocida en el sur como zervelatwurst. Es conocida de forma jocosa como «la currywurst de los suizos».

## Composición y elaboración
La masa de esta salchicha se compone de a partes iguales de carne de vaca, carne de cerdo, speck (bacón) y algunas especias y sal. A pesar de que su nombre indique en latín que pueda contener cerebro, la verdad es que nunca ha formado parte de su composición. Para la elaboración los ingredientes se pican finamente y se embuten en una tripa de vaca. Tras este proceso se ponen cerca de una hora entre 65 °C hasta 70 °C a cocer y después se ahuman.

## Servicio
En algunas regiones de Suiza se conocen como Cervelat e incluso como Klöpfer. Bajo esta denominación se pueden encontrar como especialidad en algunas partes del sur de Alemania.
La Cervelat se puede servir de diferentes formas:
- Asada en mitades
- cortada en rodajas y formando parte de una Wurstsalat (ensalada de embutidos) o una ensalada de quesos (Wurstkäsesalats) en este caso se emplea cruda
- Cruda con pan (conocida como "Waldfest")
- Asada y cortada por ambos extremos
- cortada en rodajas y asada